# Grande Prêmio de Las Vegas de 2023
O Grande Prêmio de Las Vegas de 2023 (formalmente denominado Formula 1 Heineken Silver Las Vegas Grand Prix 2023) foi a vigésima primeira etapa do Campeonato Mundial de Fórmula 1 de 2023. Disputado em 19 de novembro de 2023 no Circuito Urbano de Las Vegas, Las Vegas, Estados Unidos.
A  última vez que Las Vegas esteve presente no calendário da Fórmula 1 foi em 1982. Essa corrida é o milésimo centésimo Grande Prêmio da história da categoria.

## Antecedentes
O evento foi realizado no fim de semana de 16 a 18 de novembro. Foi a vigésima primeira etapa do Campeonato Mundial de Fórmula 1 de 2023 e a primeira corrida de uma corrida do Campeonato Mundial de Fórmula 1 disputada sob o nome oficial de Grande Prêmio de Las Vegas. Foi o 1.100º Grande Prêmio de Fórmula 1 desde a temporada inaugural em 1950.
O evento marcou a primeira corrida de Fórmula 1 em Las Vegas desde o Grande Prêmio de Caesars Palace de 1982 e a primeira corrida de rua na cidade desde o Vegas Grand Prix Champ Car de 2007. Foi realizado ao redor da Las Vegas Strip em uma pista de rua totalmente nova. Foi o terceiro e último Grande Prêmio nos Estados Unidos a ter sido realizado na temporada de 2023 depois dos GPs de Miami e dos Estados Unidos, e marcou a primeira vez desde 1982 que houve três corridas realizadas nos Estados Unidos em uma temporada de Fórmula 1.

### Participantes
Os pilotos e equipes foram os mesmos da lista de inscritos na temporada, com exceção de Daniel Ricciardo, que substituiu Nyck de Vries na AlphaTauri a partir do GP da Hungria.

## Resumo

### Corrida
Leclerc largou da posição de honra, com Verstappen atrás dele. Na primeira curva Verstappen ultrapassou Leclerc e assumiu a liderançã. Pórem, Verstappen esbarrou seu carro no de Leclerc e o por causa disso o monegasco desviou da pista.
Mais atrás Carlos Sainz girou e tocou Lewis Hamilton. Fernando Alonso também girou e tocou Valtteri Bottas e Pérez, que sofreram fortes danos em seus carros. Por causa disso o Safety Car virtual foi acionado.
Após a corrida ser continuada Lando Norris desviou da pista e bateu no muro. Por este motivo, o safety car entrou na pista e atrás dele seguiram Verstappen, Pérez, Leclerc e o resto do grid.
Norris foi levado ao hospital para a realização de exames.
Na última volta Leclerc ultrapassou Pérez e avançou para a segunda posição.
Max Verstappen venceu pela primeira vez o GP de Las Vegas e conquistou sua 18ª vitória da temporada de 2023. Esta é sua quinquagésima terceira vitória de sua carreira e com esse recorde ele igualou o número de vitórias de Sebastian Vettel. Charles Leclerc e Sergio Pérez terminaram, respectivamente, em segundo e terceiro lugar.

## Resultados

### Treino classificatório
| Pos.                | N.° | Piloto           | Equipe                | Tempo qualificatório | Tempo qualificatório | Tempo qualificatório | Posição grid |
| Pos.                | N.° | Piloto           | Equipe                | Q1                   | Q2                   | Q3                   | Posição grid |
| ------------------- | --- | ---------------- | --------------------- | -------------------- | -------------------- | -------------------- | ------------ |
| 1                   | 16  | Charles Leclerc  | Ferrari               | 1:33.617             | 1:32.775             | 1:32.726             | 1            |
| 2                   | 55  | Carlos Sainz Jr. | Ferrari               | 1:33.851             | 1:33.338             | 1:32.770             | 121          |
| 3                   | 1   | Max Verstappen   | Red Bull Racing-Honda | 1:34.190             | 1:33.572             | 1:33.104             | 2            |
| 4                   | 63  | George Russell   | Mercedes              | 1:34.137             | 1:33.351             | 1:33.112             | 3            |
| 5                   | 10  | Pierre Gasly     | Alpine-Renault        | 1:34.272             | 1:34.494             | 1:33.239             | 4            |
| 6                   | 23  | Alexander Albon  | Williams-Mercedes     | 1:34.634             | 1:33.588             | 1:33.323             | 5            |
| 7                   | 2   | Logan Sargeant   | Williams-Mercedes     | 1:34.525             | 1:33.733             | 1.33.513             | 6            |
| 8                   | 77  | Valtteri Bottas  | Alfa Romeo-Ferrari    | 1:34.305             | 1:33.809             | 1:33.525             | 7            |
| 9                   | 20  | Kevin Magnussen  | Haas-Ferrari          | 1:34.337             | 1:33.664             | 1:33.537             | 8            |
| 10                  | 14  | Fernando Alonso  | Aston Martin-Mercedes | 1:34.422             | 1:33.617             | 1:33.555             | 9            |
| 11                  | 44  | Lewis Hamilton   | Mercedes              | 1:34.307             | 1:33.837             | N/A                  | 10           |
| 12                  | 11  | Sergio Pérez     | Red Bull Racing-Honda | 1:34.574             | 1:33.855             | N/A                  | 11           |
| 13                  | 27  | Nico Hülkenberg  | Haas-Ferrari          | 1:34.265             | 1:33.979             | N/A                  | 13           |
| 14                  | 18  | Lance Stroll     | Aston Martin-Mercedes | 1:34.504             | 1:34.199             | N/A                  | 192          |
| 15                  | 3   | Daniel Ricciardo | AlphaTauri-Honda      | 1:34.683             | 1:34.308             | N/A                  | 14           |
| 16                  | 4   | Lando Norris     | McLaren-Mercedes      | 1:34.703             | N/A                  | N/A                  | 15           |
| 17                  | 31  | Esteban Ocon     | Alpine-Renault        | 1:34.834             | N/A                  | N/A                  | 16           |
| 18                  | 24  | Zhou Guanyu      | Alfa Romeo-Ferrari    | 1:34.849             | N/A                  | N/A                  | 17           |
| 19                  | 81  | Oscar Piastri    | McLaren-Mercedes      | 1:34.850             | N/A                  | N/A                  | 18           |
| 20                  | 22  | Yuki Tsunoda     | AlphaTauri-Honda      | 1:36.447             | N/A                  | N/A                  | 20           |
| 107% time: 1:40.170 |     |                  |                       |                      |                      |                      |              |
| Fontes:             |     |                  |                       |                      |                      |                      |              |

Notas
- ↑1  – Carlos Sainz Jr. recebeu uma penalidade de dez posições no grid por um terceiro armazenamento de energia.[11]
- ↑2  – Lance Stroll recebeu uma penalidade de cinco posições no grid por ultrapassagem sob bandeiras amarelas na terceira sessão de treinos livres.[12][13]

### Corrida
| Pos.                                                                      | No. | Piloto           | Construtor            | Voltas | Tempo/Retirada      | Grid | Pontos |
| ------------------------------------------------------------------------- | --- | ---------------- | --------------------- | ------ | ------------------- | ---- | ------ |
| 1                                                                         | 1   | Max Verstappen   | Red Bull Racing-Honda | 50     | 1:29:08.289         | 2    | 25     |
| 2                                                                         | 16  | Charles Leclerc  | Ferrari               | 50     | +2.070              | 1    | 18     |
| 3                                                                         | 11  | Sergio Pérez     | Red Bull Racing-Honda | 50     | +2.241              | 11   | 15     |
| 4                                                                         | 31  | Esteban Ocon     | Alpine-Renault        | 50     | +18.665             | 16   | 12     |
| 5                                                                         | 18  | Lance Stroll     | Aston Martin-Mercedes | 50     | +20.067             | 19   | 10     |
| 6                                                                         | 55  | Carlos Sainz Jr. | Ferrari               | 50     | +20.834             | 12   | 8      |
| 7                                                                         | 44  | Lewis Hamilton   | Mercedes              | 50     | +21.755             | 10   | 6      |
| 8                                                                         | 63  | George Russell   | Mercedes              | 50     | +23.0912            | 3    | 4      |
| 9                                                                         | 14  | Fernando Alonso  | Aston Martin-Mercedes | 50     | +25.964             | 9    | 2      |
| 10                                                                        | 81  | Oscar Piastri    | McLaren-Mercedes      | 50     | +29.496             | 18   | 21     |
| 11                                                                        | 10  | Pierre Gasly     | Alpine-Renault        | 50     | +34.270             | 4    |        |
| 12                                                                        | 23  | Alexander Albon  | Williams-Mercedes     | 50     | +43.398             | 5    |        |
| 13                                                                        | 20  | Kevin Magnussen  | Haas-Ferrari          | 50     | +44.825             | 8    |        |
| 14                                                                        | 3   | Daniel Ricciardo | AlphaTauri-Honda      | 50     | +48.525             | 14   |        |
| 15                                                                        | 24  | Zhou Guanyu      | Alfa Romeo-Ferrari    | 50     | +50.162             | 17   |        |
| 16                                                                        | 2   | Logan Sargeant   | Williams-Mercedes     | 50     | +50.882             | 6    |        |
| 17                                                                        | 77  | Valtteri Bottas  | Alfa Romeo-Ferrari    | 50     | +1:25.350           | 7    |        |
| 183                                                                       | 22  | Yuki Tsunoda     | AlphaTauri-Honda      | 46     | Caixa de velocidade | 20   |        |
| 193                                                                       | 27  | Nico Hülkenberg  | Haas-Ferrari          | 45     | Motor               | 13   |        |
| Ret                                                                       | 4   | Lando Norris     | McLaren-Mercedes      | 2      | Acidente            | 15   |        |
| Volta Mais Rápida: Oscar Piastri (McLaren-Mercedes) – 1:35.490 (volta 47) |     |                  |                       |        |                     |      |        |
| Source:                                                                   |     |                  |                       |        |                     |      |        |

Notas
- ↑1  – Inclui um ponto pela volta mais rápida.[15]
- ↑2  – George Russell terminou em quarto, mas recebeu uma penalidade de cinco segundos por causar uma colisão com Max Verstappen.[14]
- ↑3  – Yuki Tsunoda e Nico Hülkenberg foram classificados por terem completado mais de 90% da distância da corrida.[14]

## Tabela do Campeonato após a corrida
|         | Pos. | Driver           | Points |
| ------- | ---- | ---------------- | ------ |
|         | 1    | Max Verstappen*  | 549    |
|         | 2    | Sergio Pérez     | 273    |
|         | 3    | Lewis Hamilton   | 232    |
| 2       | 4    | Carlos Sainz Jr. | 200    |
| 1       | 5    | Fernando Alonso  | 200    |
| Source: |      |                  |        |

|         | Pos. | Constructor            | Points |
| ------- | ---- | ---------------------- | ------ |
|         | 1    | Red Bull Racing-Honda* | 822    |
|         | 2    | Mercedes               | 392    |
|         | 3    | Ferrari                | 388    |
|         | 4    | McLaren-Mercedes       | 284    |
|         | 5    | Aston Martin-Mercedes  | 273    |
| Source: |      |                        |        |

- Notas: Apenas as cinco primeiras posições estão incluídas em ambos os conjuntos de classificação.
- Os competidores em negrito e marcados com um asterisco são os campeões mundiais de 2023.